# 信貴久治
信貴 久治（しぎ ひさじ、生没年不詳）は、日本の実業家。大洋観光代表取締役会長。元ヤクザで、暴力団の信貴組組長だった。お笑いトリオぱーてぃーちゃんの信子は娘である。

## 経歴
大阪府堺市においてキャバレー、風俗店経営で富を築く。1960年、信貴組が解散。
「泉州の角栄」を目指して、1976年の衆議院選挙に大阪府第5区から無所属で出馬するが、落選した。選挙買収が発覚し、公職選挙法違反で逮捕された。
実刑判決を最高裁まで争い、刑が確定した後の収監直前に姿をくらまし、1996年に大分県内で確保されるまで約3年間の逃亡生活をした。
信貴の会社は約350億円の負債を抱えて、1991年に倒産、信貴の家は競売にかけられた。

## 人物
信貴について、堺市内でクラブを営むママは「久治さんはヤクザだけど、気風のいい人だった。遊び人でもあった。徳川家の末裔だとも話してた。彼のキャバレーが開店したとき信貴御殿の写真と自分の顔写真が印刷された紙とお皿を配っていた。羽振りがよかった」と述べている。
『1000万円をこえる高額所得者全覧 大阪国税局管内（近畿地方六府県）昭和46年5月調査』に信貴久治が掲載されている。住所は大阪府堺市堺区翁橋町1丁。
東組の東清総長は、かつて信貴組の幹部だった。